# Clase Tupi

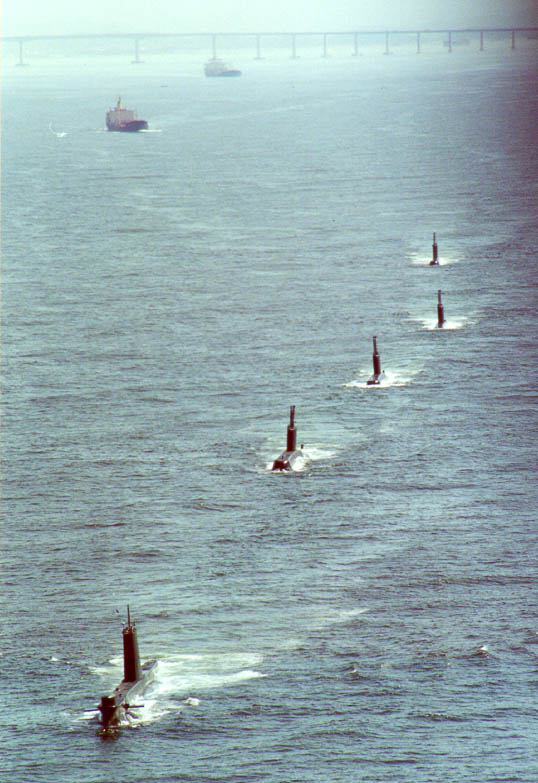
Flotilla de la Clase Tupi

La Clase Tupi es una familia de submarinos de la Marina de Brasil, basada en el proyecto alemán U-209-1400 y construida en los astilleros Howaldtswerke-Deutsche Werft (HDW), en Kiel, na Alemania y en el Arsenal de Marinha do Rio de Janeiro (AMRJ).

## Historia
El Tupi (S-30) cabecera de la clase fue el único construido en el astillero alemán HDW y puesto en servicio en la Marina en 1989.
Los otros submarinos de la clase, S-31 Tamoio (1994), S-32 Timbira (1996) y S-33 Tapajó (1999) fueron construidos en el AMRJ.

## Unidades
| Nombre  | Número | Constructor | Asignado | Transferido a | Destino     |
| ------- | ------ | ----------- | -------- | ------------- | ----------- |
| Tupi    | S-30   | HDW         | 1989     |               | En servicio |
| Tamoio  | S-31   | AMRJ        | 1994     |               | En servicio |
| Timbira | S-32   | AMRJ        | 1996     |               | En servicio |
| Tapajó  | S-33   | AMRJ        | 1999     |               | En servicio |

## Armamento
- 8 tubos de lanzamiento de torpedos de 533 mm; lleva hasta 16 torpedos (Tigerfish[5] o Mk 48)
- Minas navales
- Contramedidas de ESM: Thomson-CSF DR-4000
- Control de armas: Ferranti KAFS-A10
- Radares de navegación: Thomson-CSF Calypso III
- Sonares: Atlas Elektronik CSU-83/1; búsqueda y ataque pasivo/activo

## Clase Tikuna
Posteriormente, en 2005, se lanzó un quinto submarino, el Tikuna (S-34), que, al incorporar innovaciones que mejoran el rendimiento como un menor ruido y un mayor período de inmersión, se trata como una clase separada.

### Dimensiones (S-34)
- Deslocamento: 1.454 t en superficie, 1.586 t inmersión
- Longitud: 62,00 m
- Calado:	5,80 m